# Dekanat Sucha Beskidzka
Dekanat Sucha Beskidzka – jeden z 45 dekanatów w rzymskokatolickiej archidiecezji krakowskiej.

## Parafie
W skład dekanatu wchodzi 11 parafii:
- parafia Niepokalanego Serca NMP – Hucisko
- parafia MB Nieustającej Pomocy – Krzeszów
- parafia św. Józefa Robotnika – Kurów
- parafia św. Apostołów Piotra i Pawła – Lachowice
- parafia Matki Bożej Ostrobramskiej – Las
- parafia św. Anny – Stryszawa
- parafia św. Stanisława – Stryszawa
- parafia Nawiedzenia NMP – Sucha Beskidzka
- parafia Narodzenia św. Jana Chrzciciela – Ślemień
- parafia św. Jana Kantego – Tarnawa Dolna
- parafia św. Jana Chrzciciela – Zembrzyce

## Sąsiednie dekanaty
Andrychów (diec. bielsko-żywiecka), Jeleśnia (diec. bielsko-żywiecka), Kęty (diec. bielsko-żywiecka), Maków Podhalański, Sułkowice, Wadowice – Południe, Żywiec (diec. bielsko-żywiecka)